# Akyems
Els akyems (o akims o akis)són els membres d'un grup àkan que tenen com a llengua materna el dialecte de la llengua àkan, l'akyem. Hi ha entre 823.000 i 860.000 akyems que viuen a l'est de la regió Aixanti, a la zona de la ciutat d'Osumasi. Akyem també és el terme utilitzat per a referir-se a un grup de tres estats: Akyem Abuakwa, Akyem Kotoku i Akyem Bosome que estan situades a l'est de l'actual Ghana.

## Situació territorial
El territori akyem està situat a l'est de la regió Aixanti i les ciutats més importants del mateix són Osumasi i Pramsakuna, que està situada a l'extrem meridional d'aquest. Agogo i Juansa són altres poblacions del territori akyem.

## Llengua
Els akyems tenen com a llengua materna el dialecte de l'àkan, l'akyem.

## Religió
Segons el joshuaproject, el 91% dels akyems són cristians, el 7% són musulmans i el 2% creuen en religions africanes tradicionals. El 35% dels akyuems cristians són protestants el 35% pertanyen a esglésies independents i el 30% són catòlics. El 21% dels akyems cristians segueixen l'evangelisme. Segons el peoplegroups, el protestatisme és la religió principal dels akyems.